# Apristurus macrorhynchus
Apristurus macrorhynchus es una especie de peces de la familia Scyliorhinidae en el orden de los Carcharhiniformes.

## Morfología
Las hembras pueden llegar alcanzar los 66 cm de longitud total.

## Reproducción
Es ovíparo.

## Distribución geográfica
Se encuentra en las  costas del sudeste de Honshu (Japón) y Taiwán. 